# Parobisium
Genre
Parobisium est un genre de pseudoscorpions de la famille des Neobisiidae.

## Distribution
Les espèces de ce genre se rencontrent en Asie de l'Est et en Amérique du Nord.

## Liste des espèces
Selon Pseudoscorpions of the World (version 3.0) :
- Parobisium anagamidense (Morikawa, 1957)
- Parobisium charlotteae Chamberlin, 1962
- Parobisium flexifemoratum (Chamberlin, 1930)
- Parobisium hastatum Schuster, 1966
- Parobisium hesperum (Chamberlin, 1930)
- Parobisium hesternum Schuster, 1966
- Parobisium imperfectum (Chamberlin, 1930)
- Parobisium longipalpum Hong, 1996
- Parobisium magnum (Chamberlin, 1930)
- Parobisium robustiellum Hong, 1996
- Parobisium utahense Muchmore, 1968
- Parobisium vancleavei (Hoff, 1961)
- Parobisium yosemite Cokendolpher & Krejca, 2010

et décrites depuis :
- Parobisium magangensis Feng, Wynne & Zhang, 2019
- Parobisium motianense Feng, Wynne & Zhang, 2020
- Parobisium qiangzhuang Feng, Wynne & Zhang, 2020
- Parobisium laevigatum Zhang, Feng & Zhang, 2020
- Parobisium muchonggouense Zhang, Feng & Zhang, 2020
- Parobisium petilum Harvey & Cullen, 2020
- Parobisium sanlouense Feng, Wynne & Zhang, 2020
- Parobisium tiani Feng, Wynne & Zhang, 2020
- Parobisium wangae Guo & Zhang, 2016
- Parobisium xiaowutaicum Guo & Zhang, 2016
- Parobisium yuantongi Feng, Wynne & Zhang, 2019

Parobisium martii, Parobisium scaurum et Parobisium titanium ont été placées dans le genre Bisetocreagris par Mahnert et Li en 2016.

## Publication originale
- Chamberlin, 1930 : « A synoptic classification of the false scorpions or chela-spinners, with a report on a cosmopolitan collection of the same. Part II. The Diplosphyronida (Arachnida-Chelonethida). » Annals and Magazine of Natural History, sér. 10, vol. 5, p. 1-48 & 585-620.